# Волиньце-Кольонія
Волиньце-Кольонія (пол. Wołyńce-Kolonia) — село в Польщі, у гміні Седльці Седлецького повіту Мазовецького воєводства.
У 1975-1998 роках село належало до Седлецького воєводства.